# Israël Lagerfelt (1754–1821)
För andra personer med samma namn, se Israel Lagerfelt.
Israel Lagerfelt, född 18 juni 1754 i Linköpings församling, Östergötlands län, död 3 september 1821 på Lagerlunda, var en svensk friherre, agronom och militär samt ägare av Lagerlunda gods och Charlottenborg i Östergötland.

## Biografi
Israel Lagerfelt föddes 1754 i Linköping. Han var son till ryttmästaren Otto Johan Lagerfelt vid Östgöta kavalleriregemente och Brita Odencrantz. Modern var dotter till Linköpingbiskopen Andreas Rhyzelius och hade adlats för faderns förtjänster och hennes mor var syster till Johan Ihre. Israël Lagerfelt föddes som makarna Lagerfelts fjärde barn av fem, men syskonen avled späda. Hans far avled när han var knappt fem år gammal och modern gifte om sig med riksrådet Carl Funck. Vid det laget var emellertid Lagerfelt redan student vid Uppsala universitet där han inskrevs tio år gammal och sattes under Johan Ihres tillsyn i universitetsstaden. Såsom adelsman var det också självklart att han skulle verka inom det militära. Femton år gammal var Lagerfelt kvartermästare vid Norra Skånes kavalleri, hamnade därefter vid Livgardet, och var kunglig livdrabant vid kröningen av kung Gustav III och drottning Sofia Magdalena. Samma år blev han kornett vid Smålands kavalleri, där han sedan avancerade till löjtnant 1774, ryttmästare 1777, major 1783 och fick avsked som överstelöjtnant 1784.  
Vid sidan av sin militära karriär var Lagerfelt en ansedd jordbrukare och lät om- och tillbygga gården Lagerlunda. Han var främjare av kyrkomusik och anskaffade ett antal orglar till östgötska kyrkor. Lagerfelt invaldes som ledamot 119 av Kungliga Musikaliska Akademien den 18 april 1788.
Lagerfelt avled av ett slaganfall på sin egendom Lagerlunda under ett besök av kronprins Oscar, sedermera kung Oscar I.

### Egendom
Lagerfelt ägde Lagerlunda i Kärna socken, Gismestad i Vikingstads socken och Charlottenborgs slott i Vinnerstads socken.

### Familj
Lagerfelt gifte sig 8 juli 1790 på Brokind i Vårdnäs socken med grevinnan Magdalena Sophia Falkenberg af Bålby (1763–1834), dotter av riksrådet Melker Falkenberg af Bålby och friherrinnan Hedvig Eleonora Wachtmeister af Björkö. De fick tillsammans barnen Johan Melker Lagerfelt (1792–1793), hovmarskalken Israel Carl Adam Lagerfelt (1793–1869), Brita Eleonora Lagerfelt (1795–1824) som var gift med kammarherren Fredrik Sinclair, Magdalena Sofia Lagerfelt (1797–1834) som var gift med översten Vilhelm Christoffer Robert Douglas, kaptenen Melker Otto Lagerfelt (1799–1871) vid Värmlands fältjägarregemente, kaptenen Gustaf Adolf Lagerfelt (1801–1884) vid Första livgrenadjärregementet, Hedvig Ulrika Lagerfelt (1803–1808) och Johan Fredrik Lagerfelt (1805–1806).